# Дворцы Потсдама
Дворцы Потсдама — масштабный ансамбль дворцов, выполненных в разнообразных архитектурных стилях. Большая часть потсдамских дворцов была включена в 1990 году в Список Всемирного наследия ЮНЕСКО.

Дворцы Потсдама
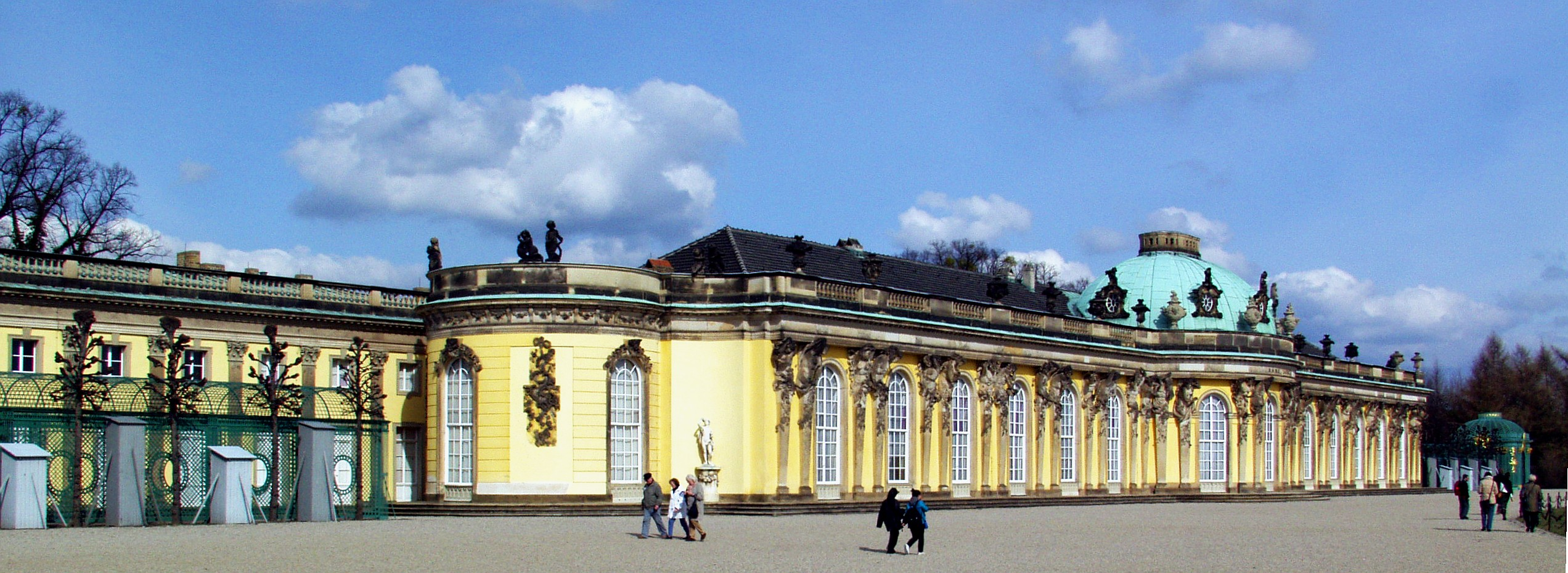
Дворец Сан-Суси, символ города
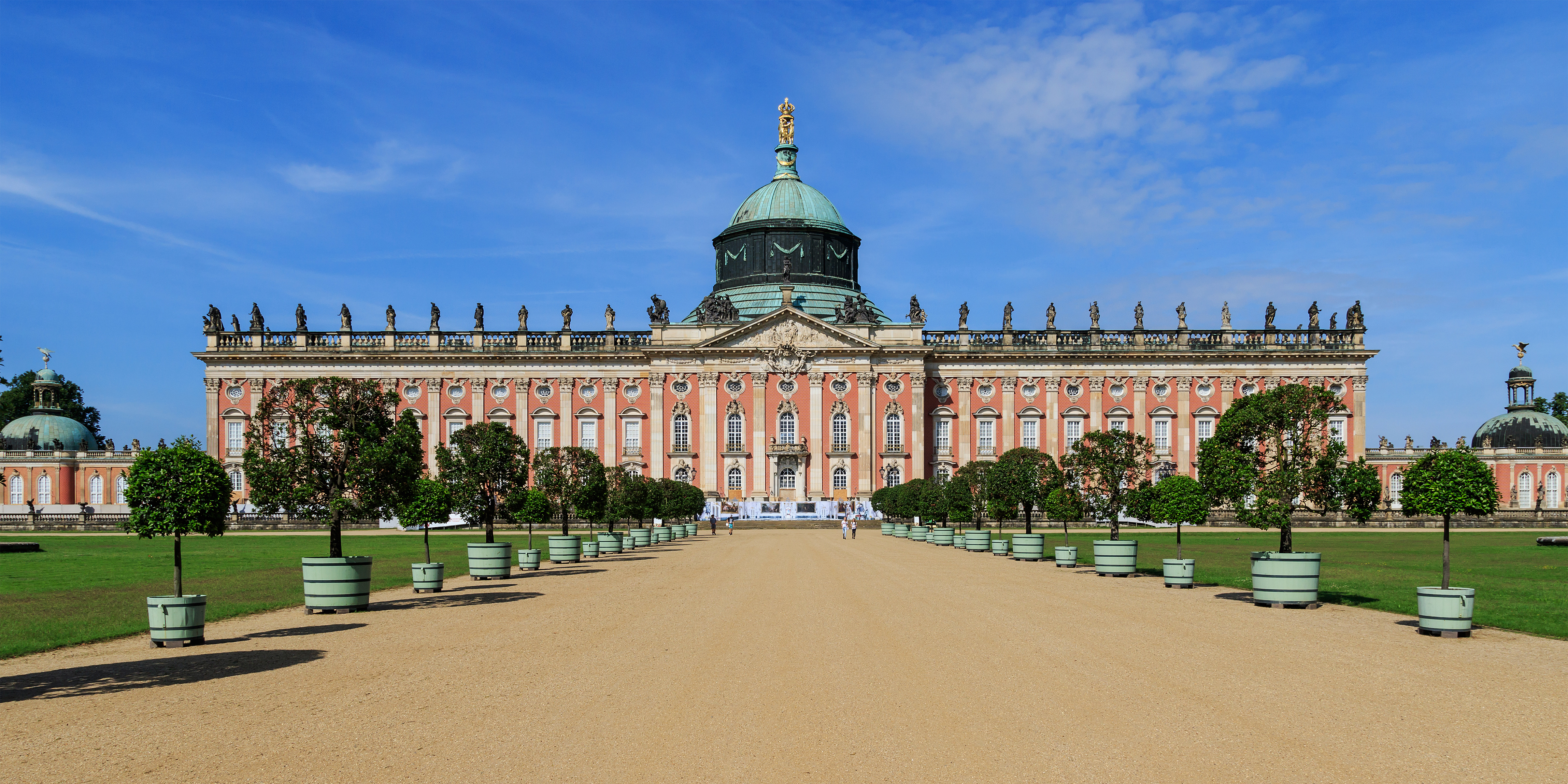
Новый дворец, самый крупный среди потсдамских дворцов
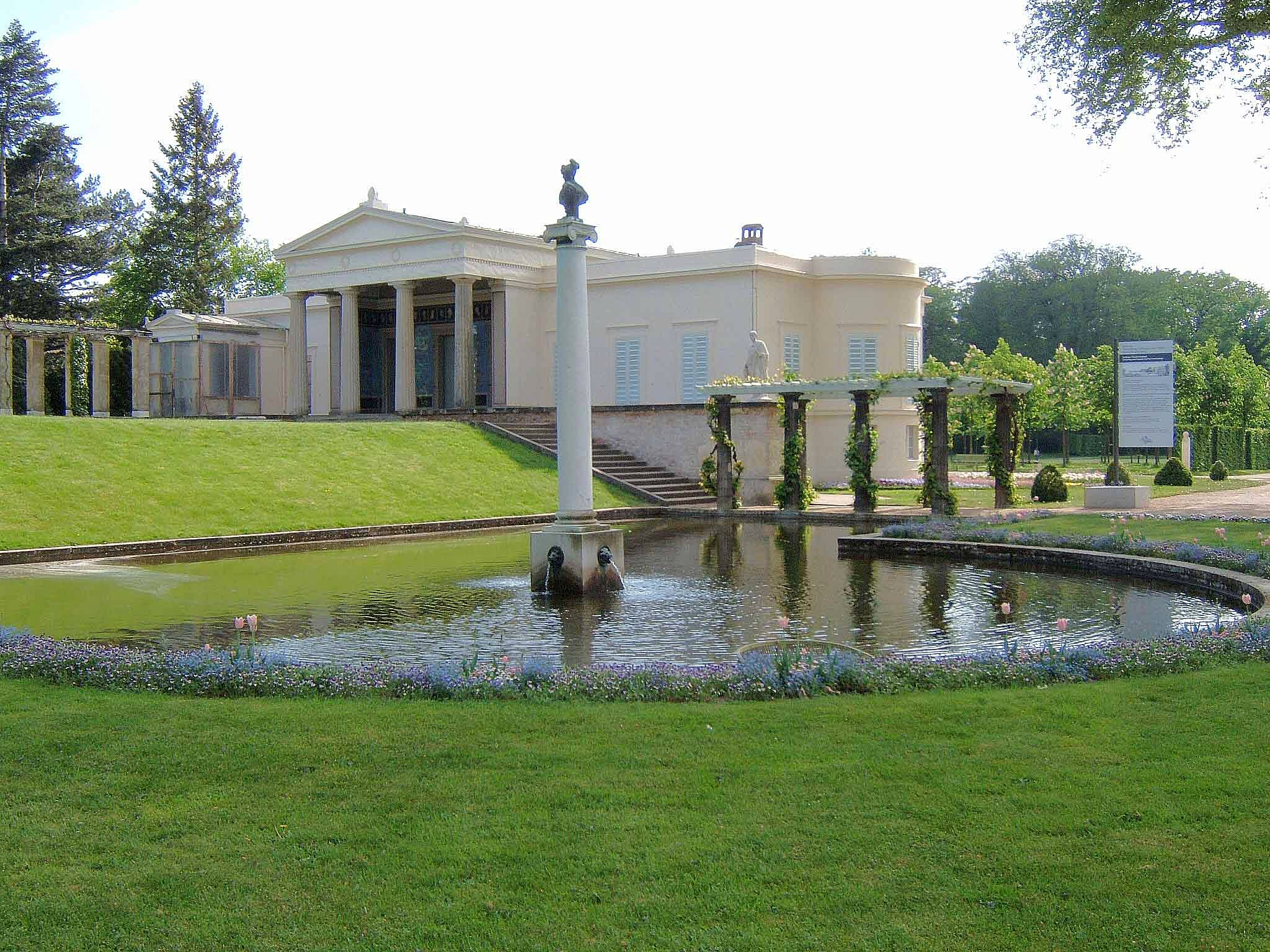
Дворец Шарлоттенхоф в парке Сан-Суси
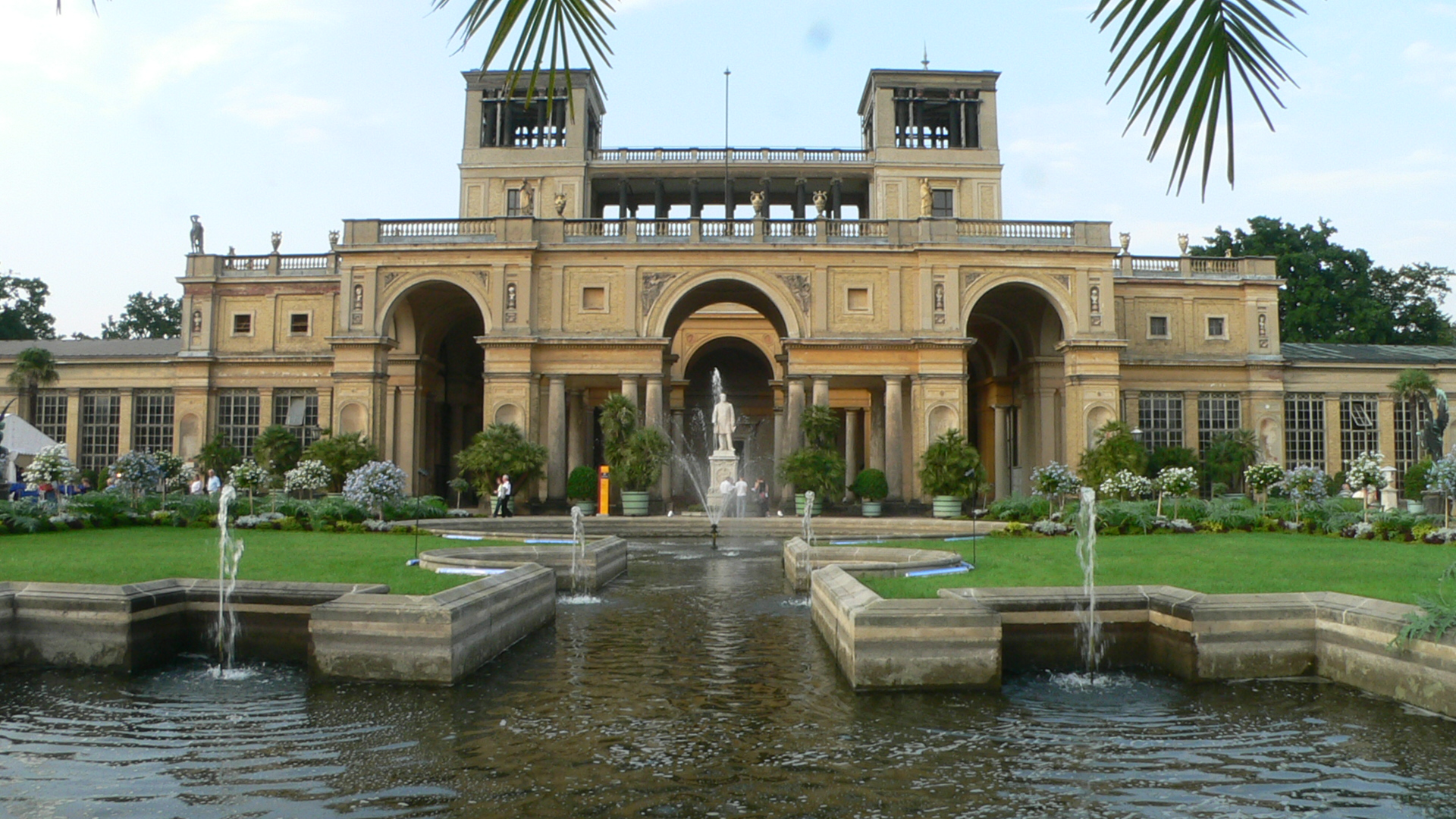
Оранжерейный дворец
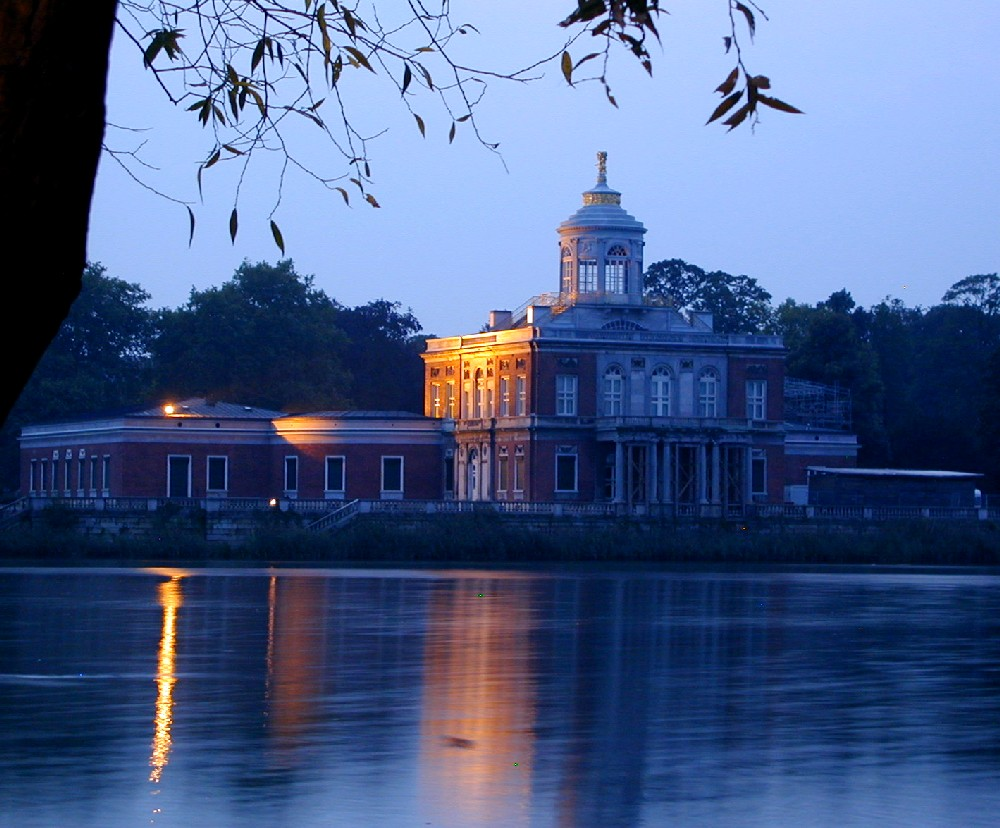
Мраморный дворец в Новом саду
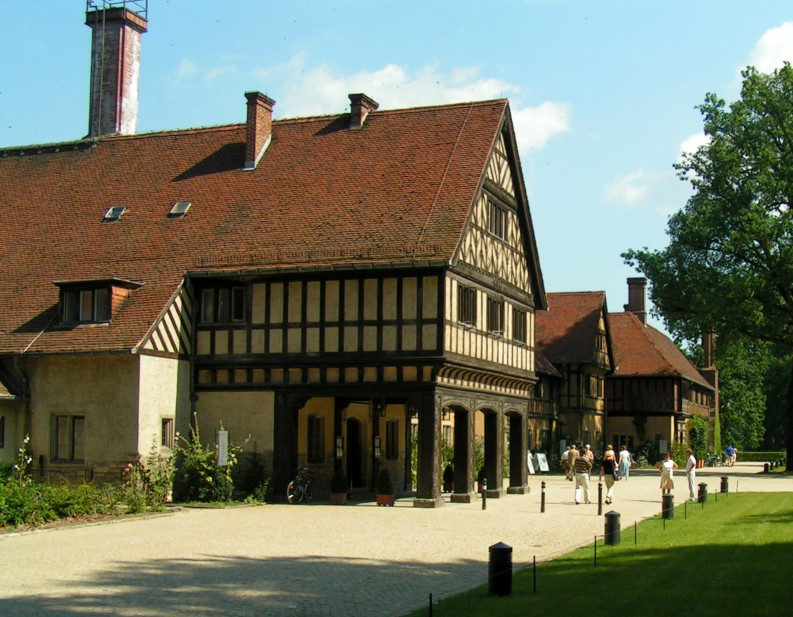
Дворец Цецилиенхоф в Новом саду
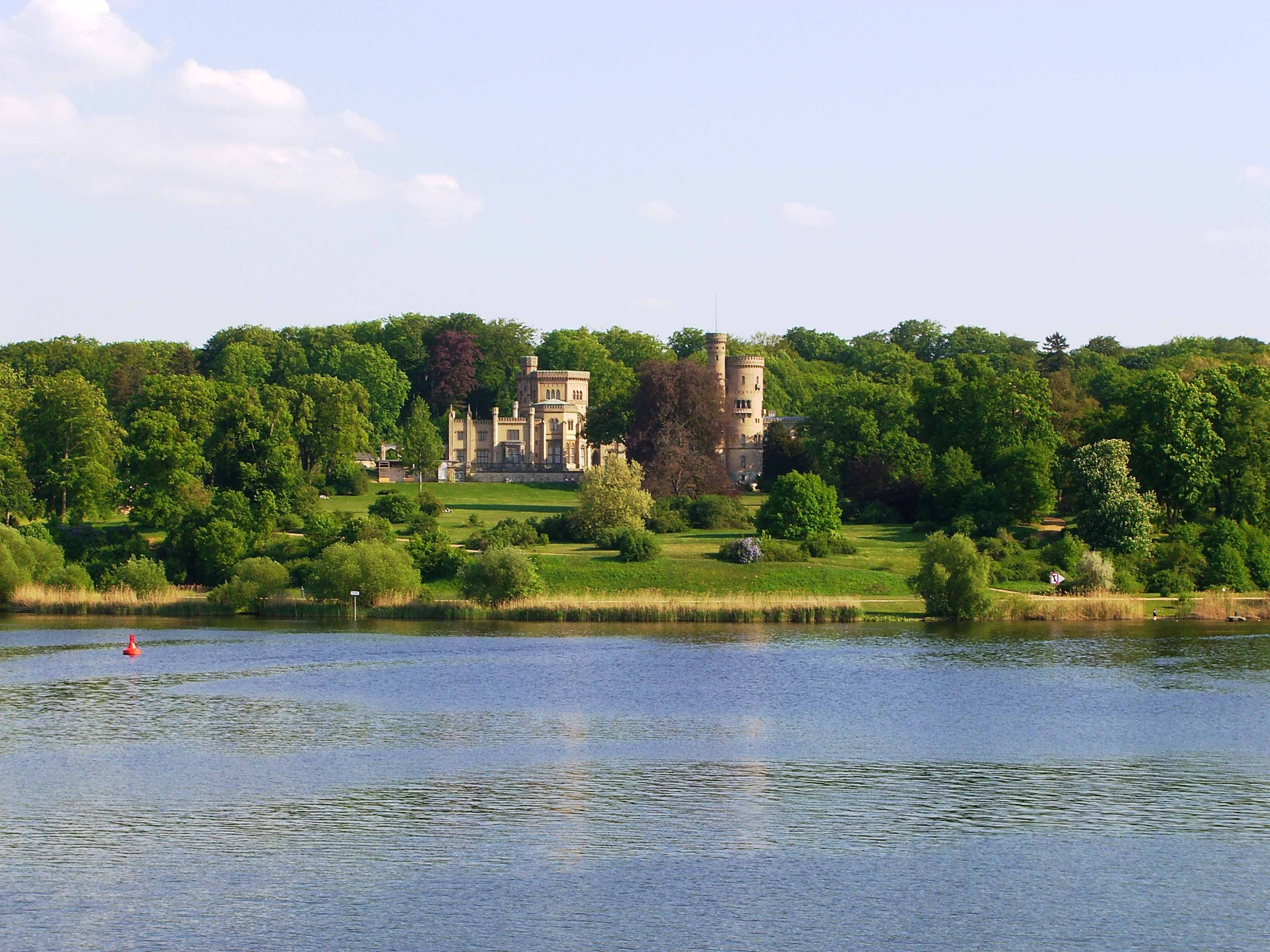
Дворец Бабельсберг в парке Бабельсберг
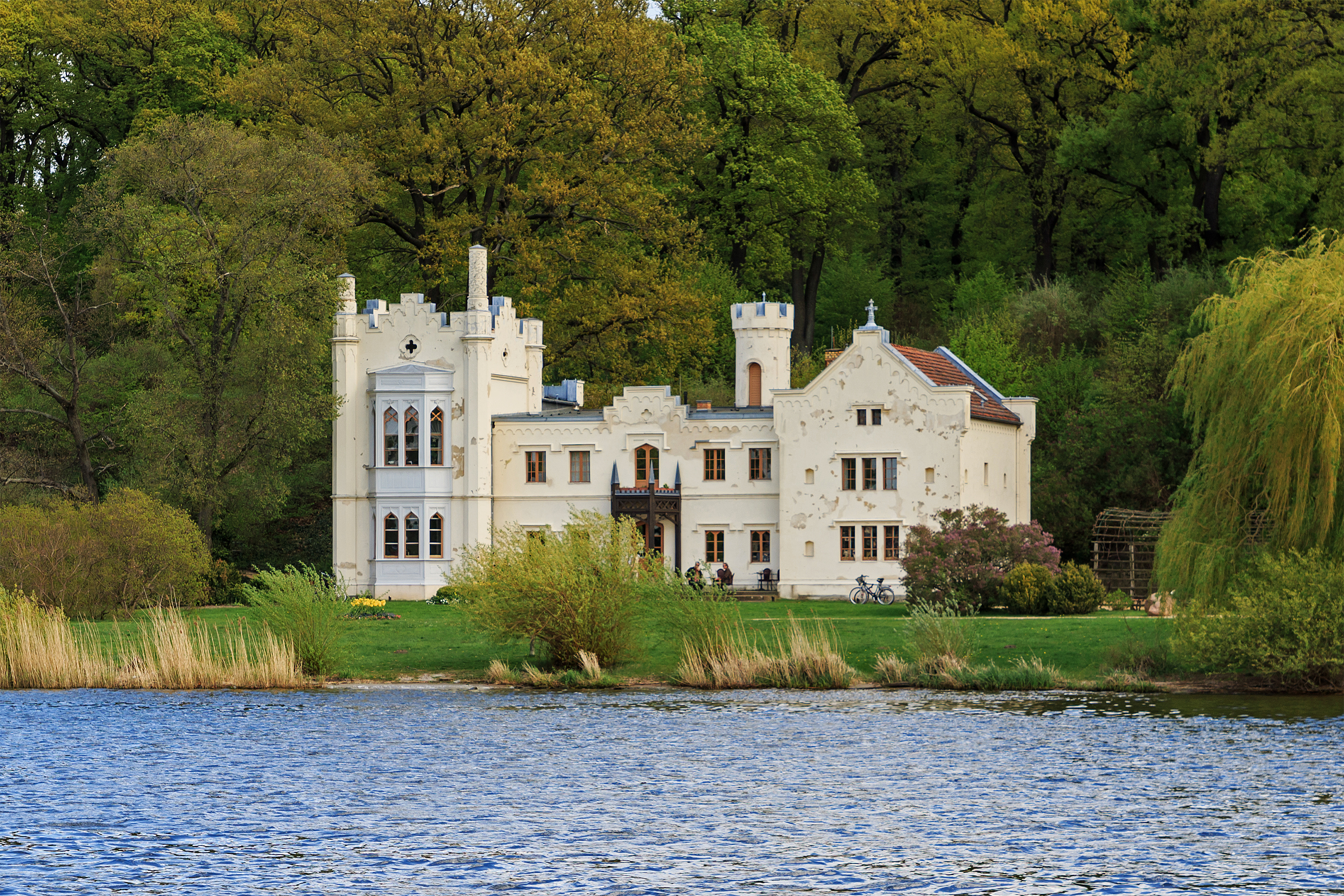
Малый дворец в парке Бабельсберг
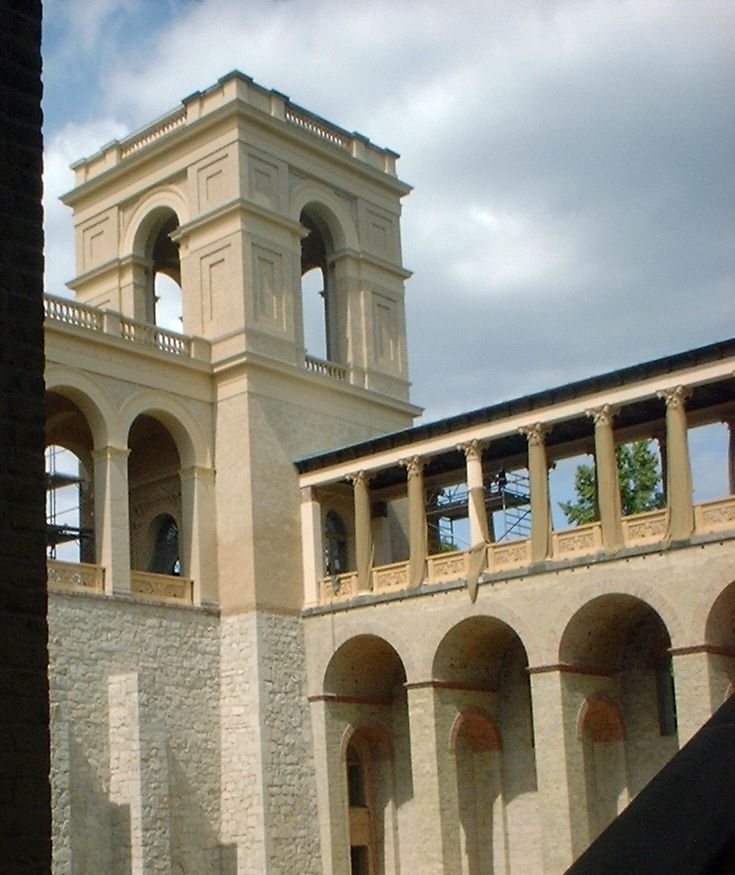
Бельведер на Пфингстберге
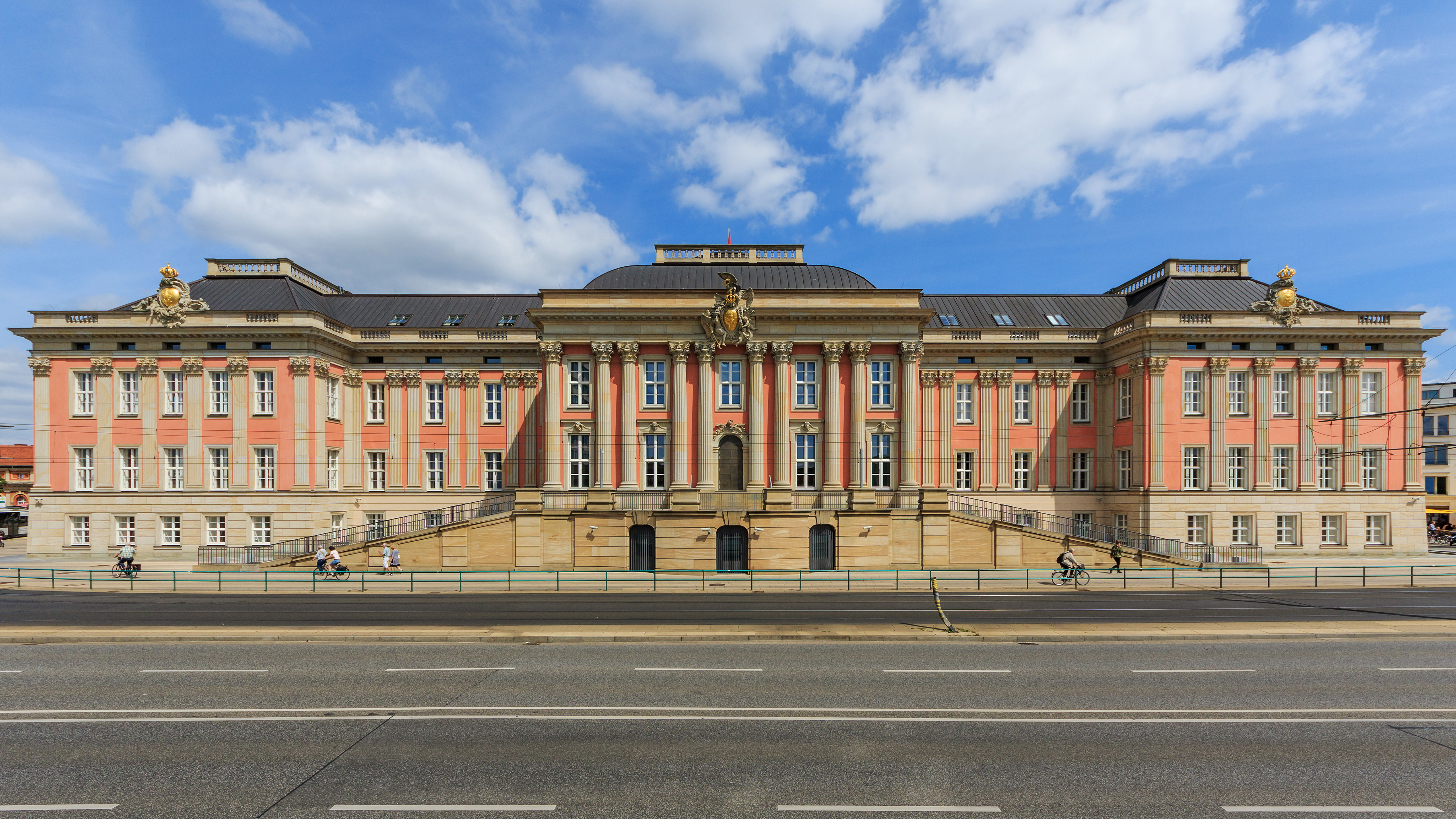
Городской дворец
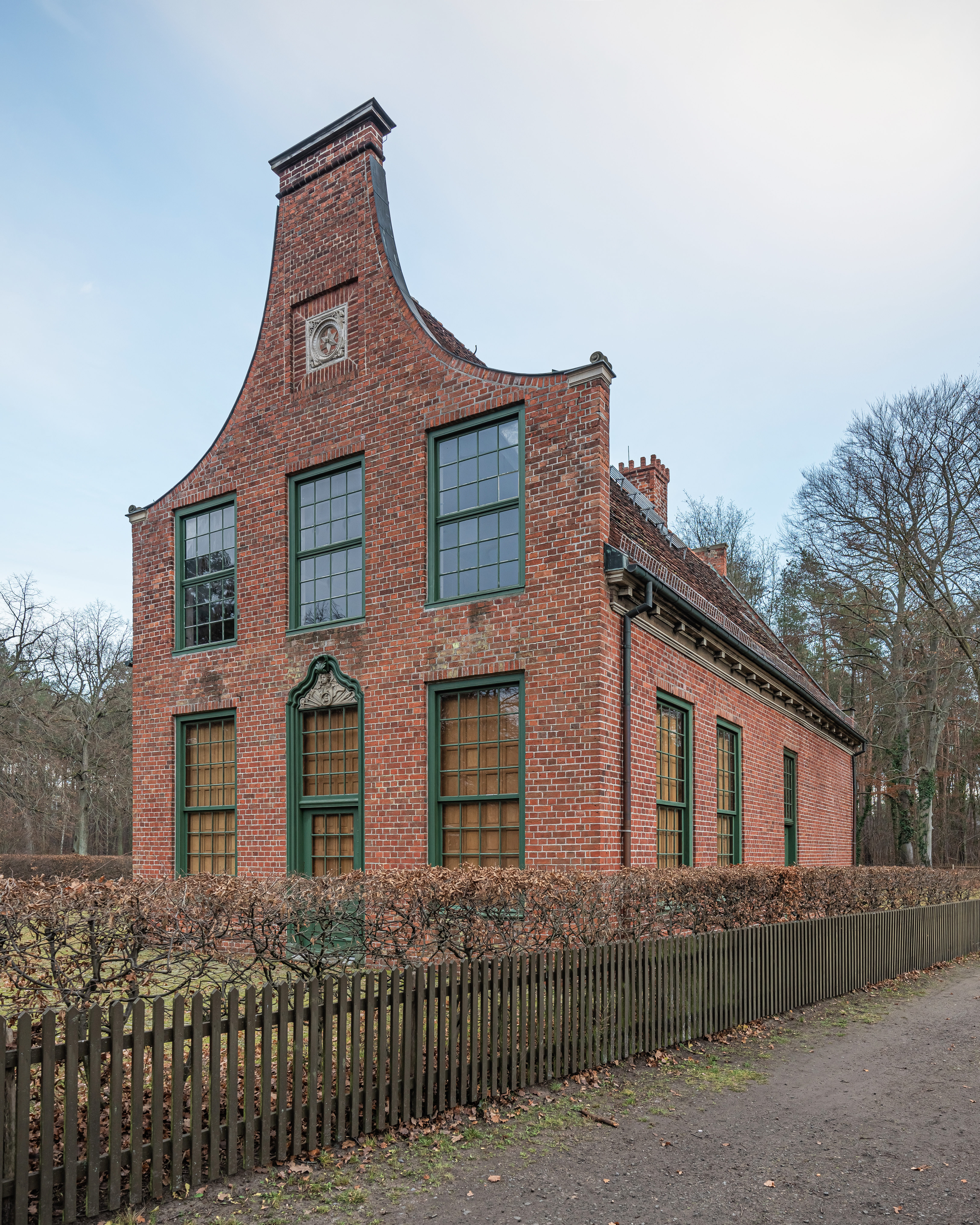
Охотничий дворец Штерн
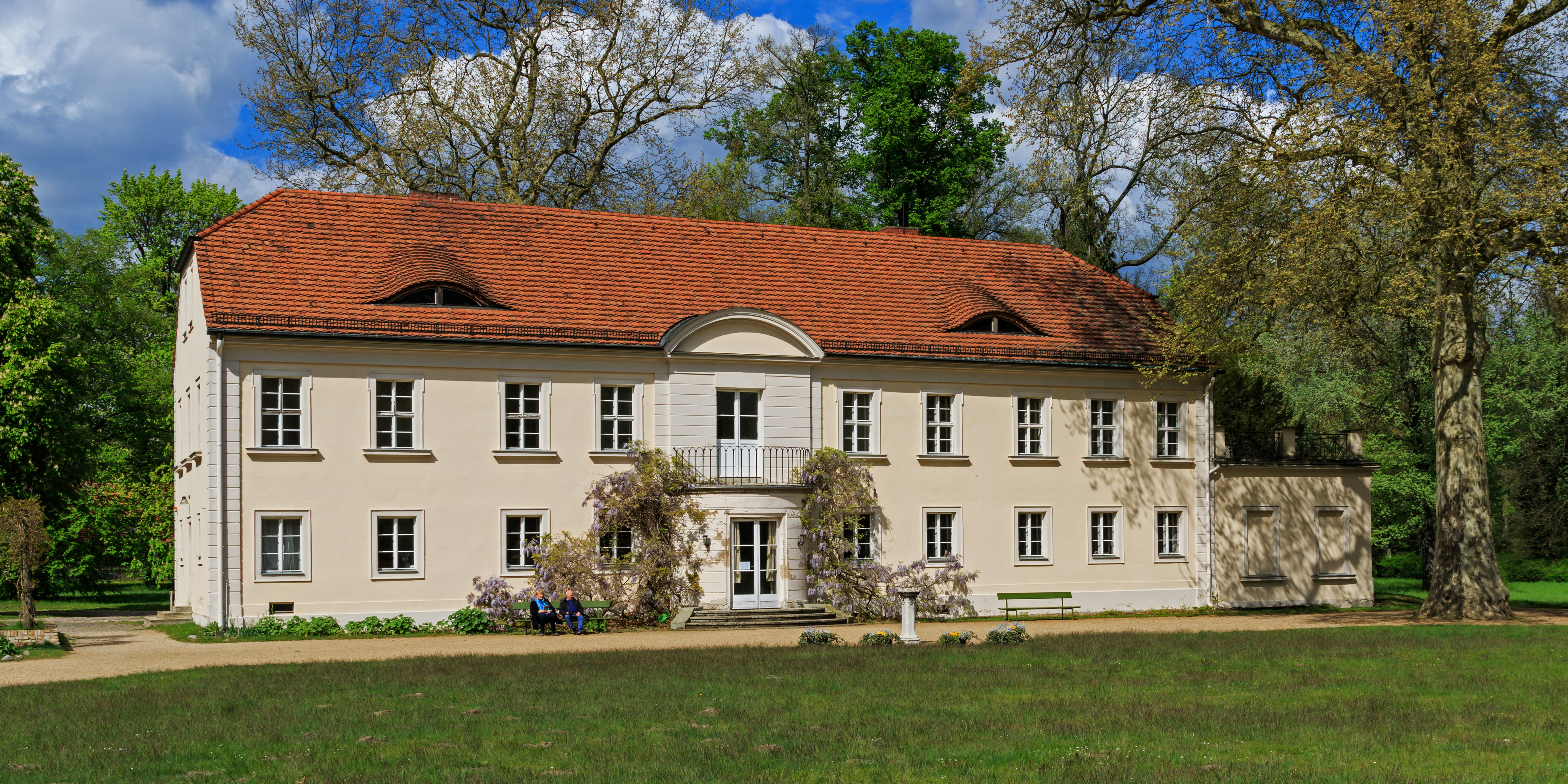
Дворец Закров
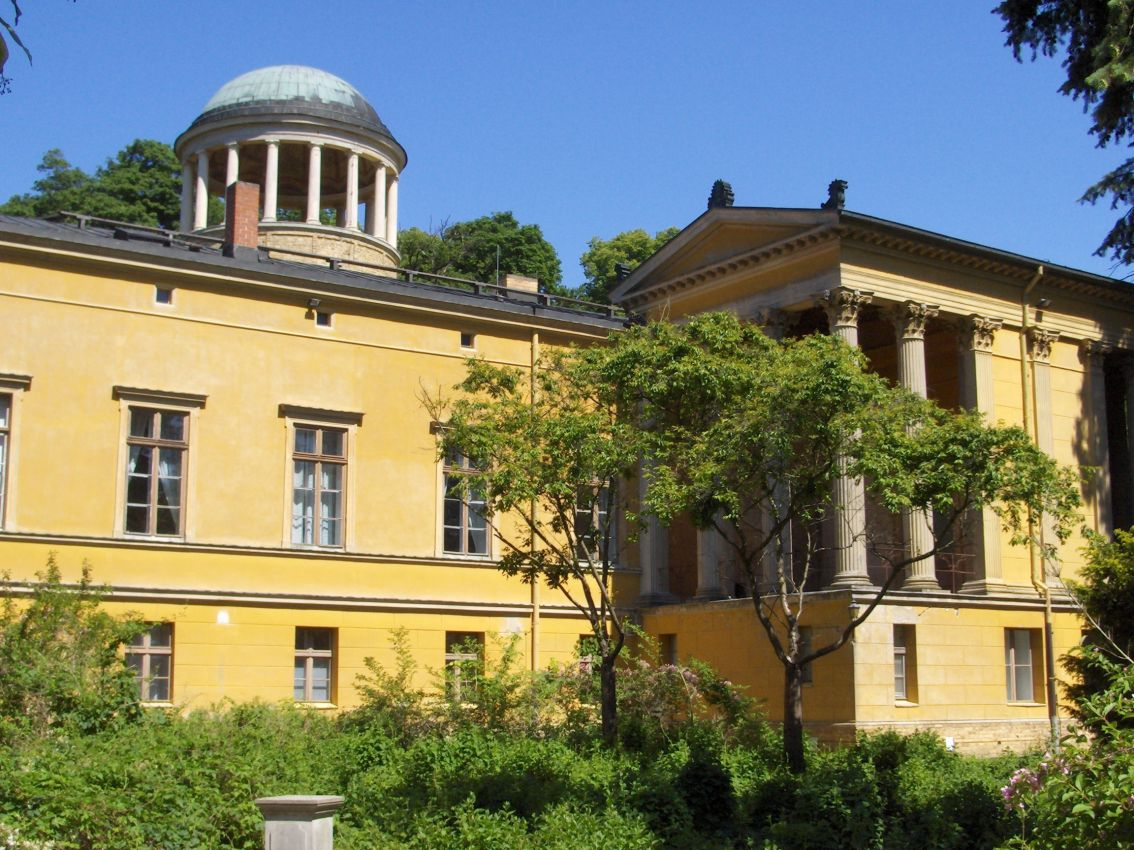
Дворец Линдштедт
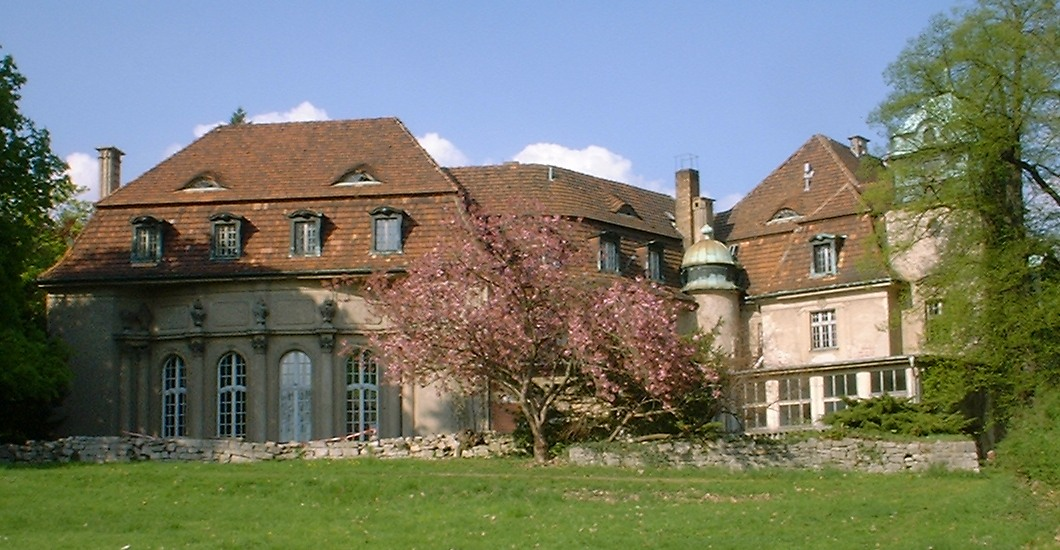
Дворец Марквардт

Дворцы в окрестностях Потсдама
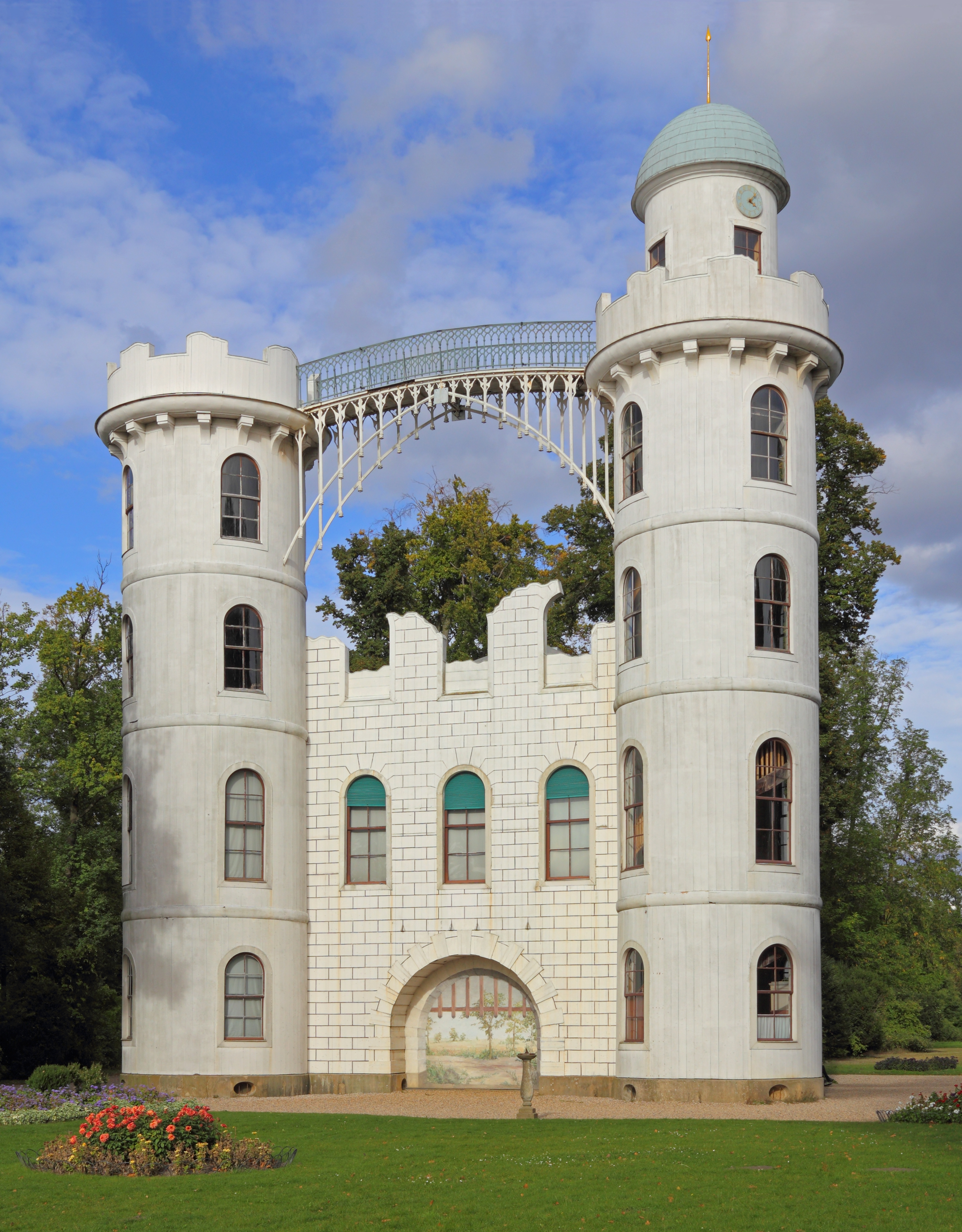
Дворец Пфауэнинзель
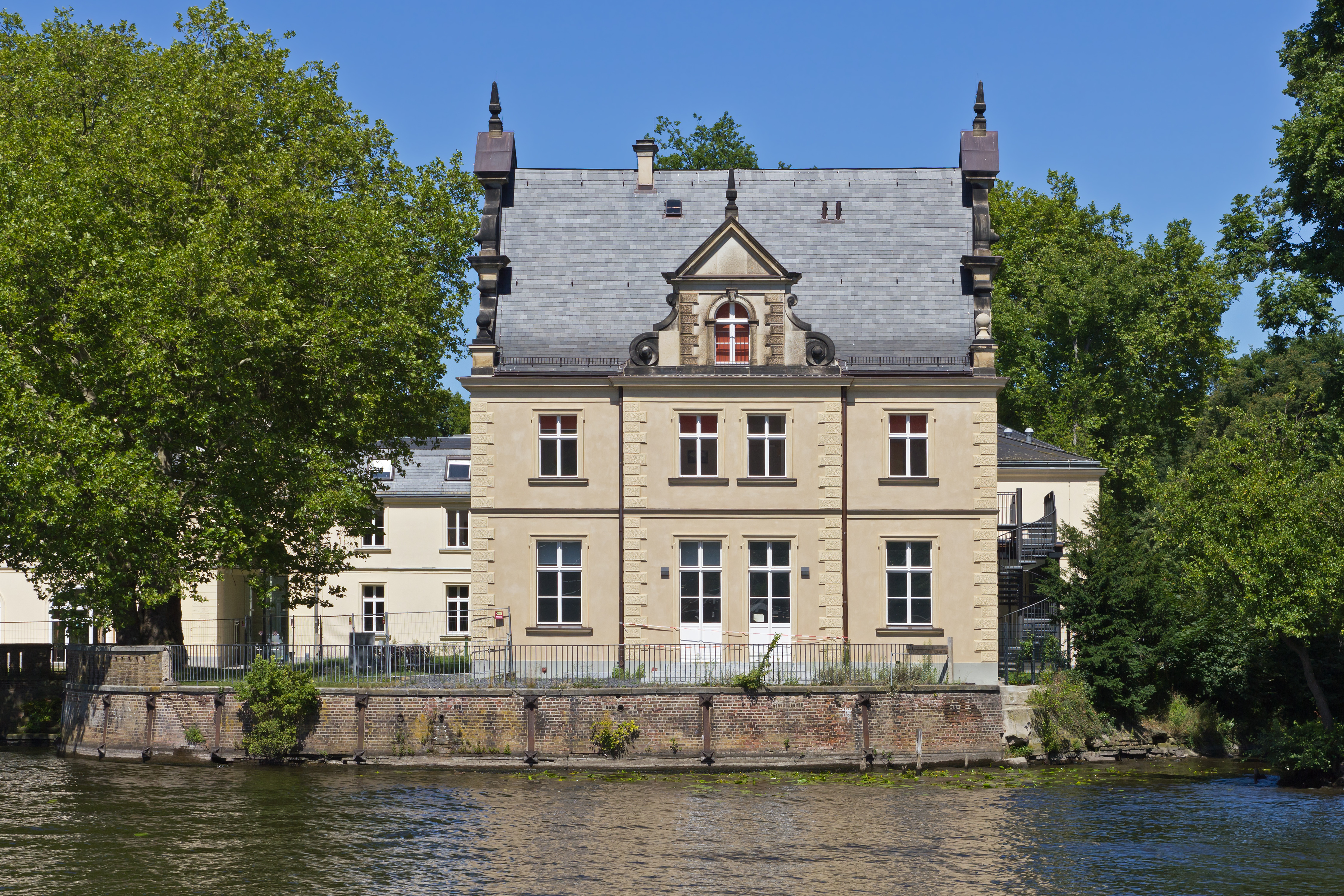
Дворец Глинике
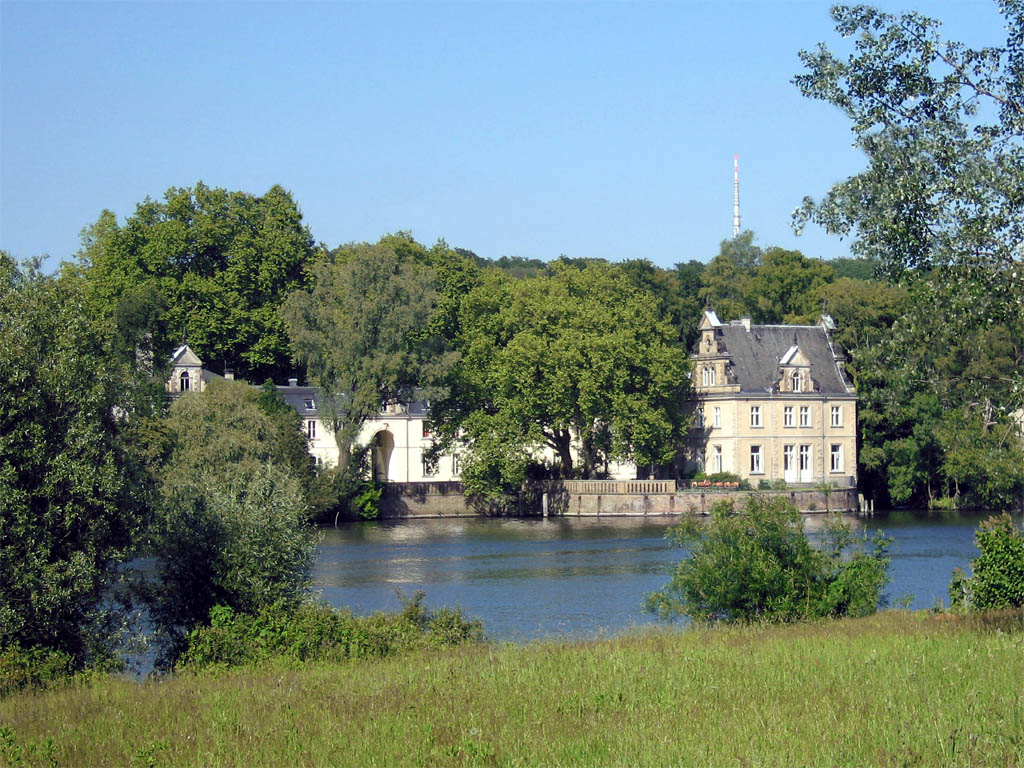
Охотничий дворец Глинике
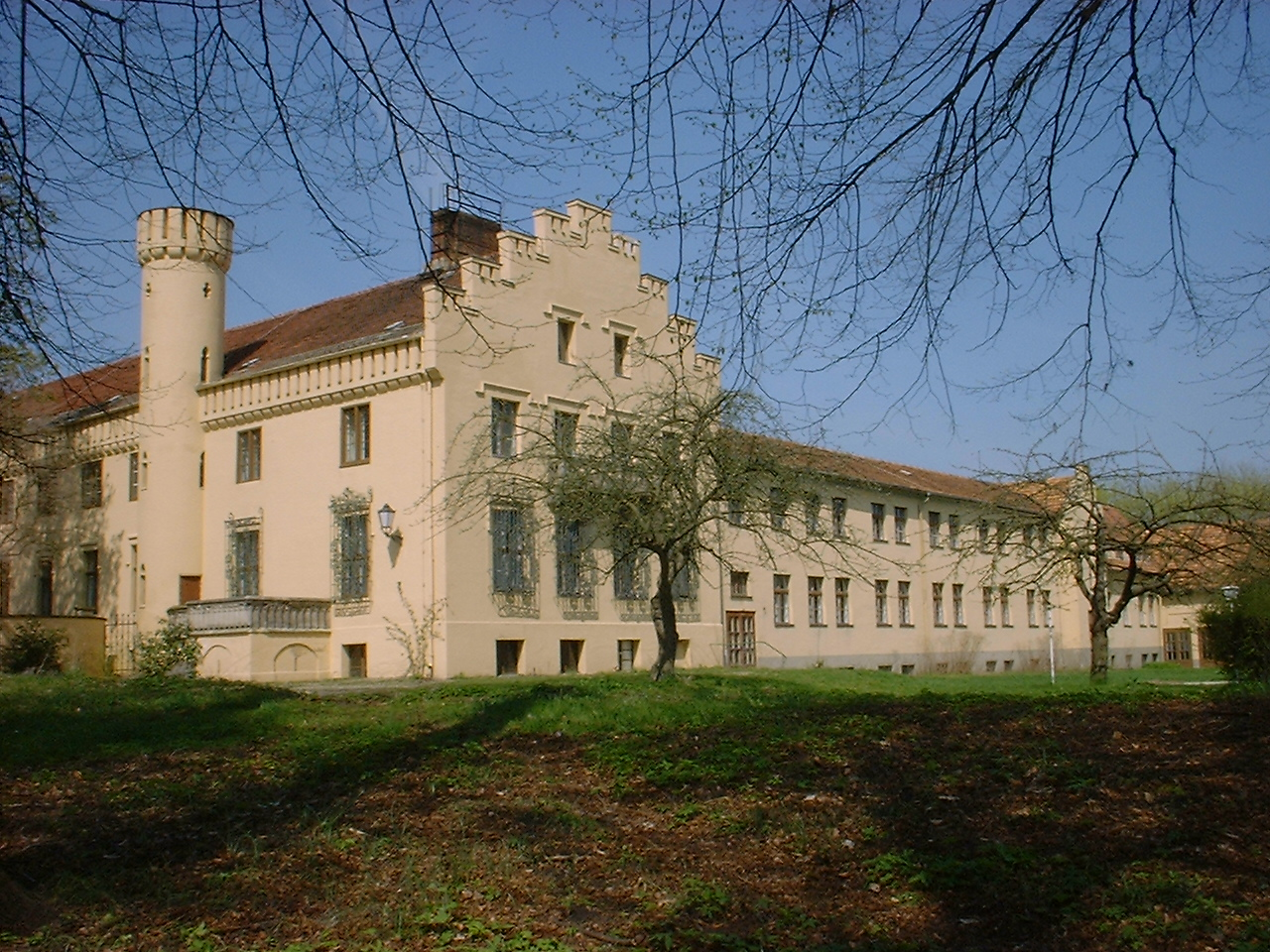
Дворец Петцов
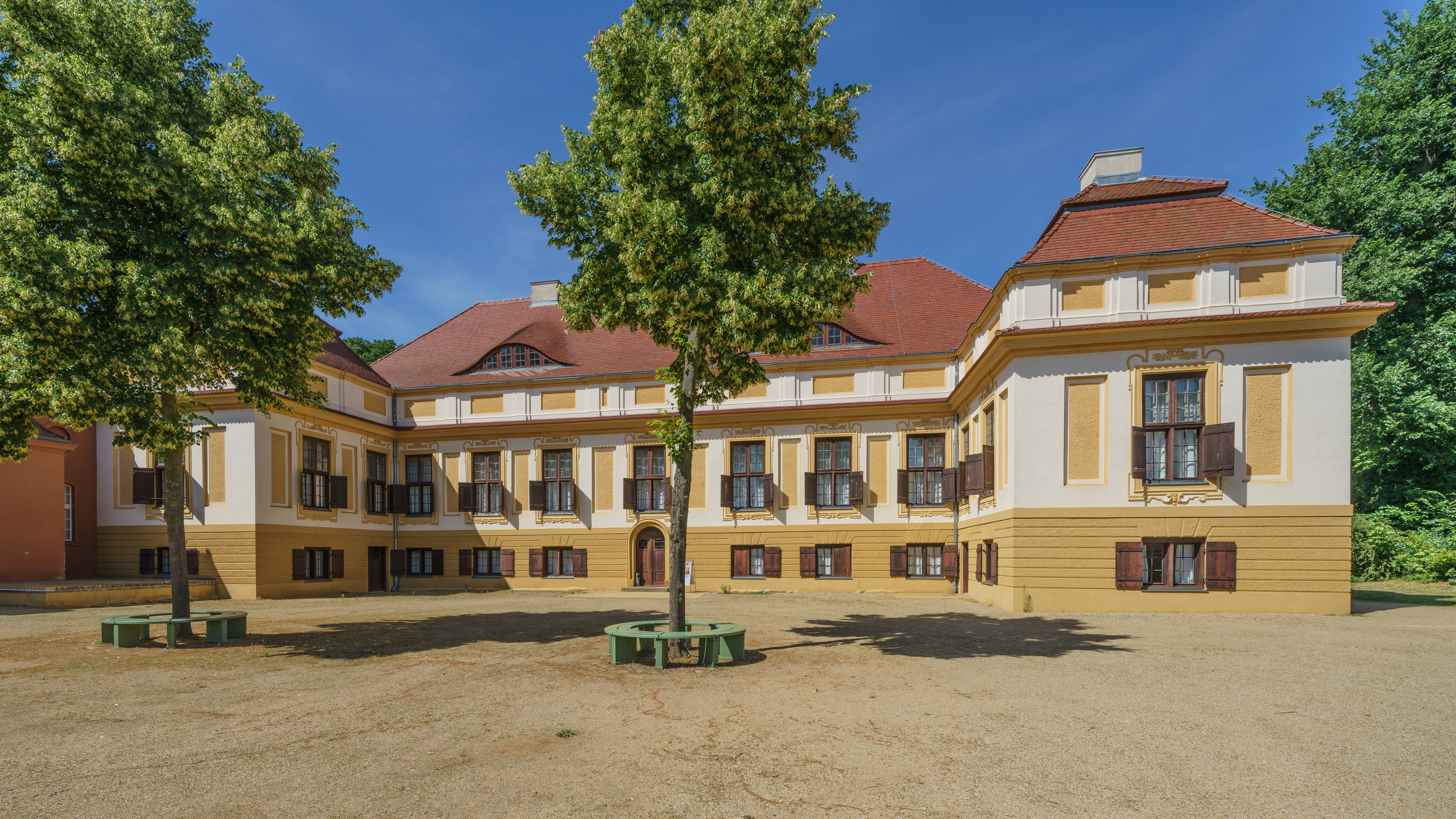
Дворец Капут